# Jay DeMerit
Jay Michael DeMerit (4 de dezembro de 1979) é um ex-futebolista norte-americano, que jogava como zagueiro.

## Seleção dos Estados Unidos
Jay começou a atuar na sua seleção em 2007, quando foi convocado no dia 28 de março, para jogar um amistoso contra Guatemala. No mesmo ano, jogou a Copa Ouro da CONCACAF, onde os EUA sagraram-se campeões. Na Copa das Confederações de 2009, assumiu a posição de titular, na posição de Carlos Bocanegra, que estava lesionado. Chegaram às finais, onde perderam para o Brasil por 3 a 2.
No ano seguinte, após os EUA classificarem-se em primeiro lugar da CONCACAF, participou da Copa do Mundo FIFA de 2010, onde a sua equipe caiu no grupo C, juntando-se às seleções da Inglaterra, Argélia e Eslovênia. Chegou às oitavas-de-final, quando a seleção norte-americana foi eliminada por Gana na prorrogação.